# Доња Височка
Доња Височка је насељено мјесто града Слуња, на Кордуну, Карловачка жупанија, Република Хрватска.

## Географија
Доња Височка се налази око 23 км сјеверно од Слуња

## Историја
Доња Височка се од распада Југославије до августа 1995. године налазила у Републици Српској Крајини.

## Становништво
Према попису становништва из 2011. године, насеље Доња Височка је имало 9 становника.
| Националност       | 1991. | 1981. | 1971. | 1961. |
| Срби               | 29    | 40    | 63    | 86    |
| остали и непознато |       |       |       |       |
| Укупно             | 29    | 40    | 63    | 86    |

| Демографија | Демографија | Демографија |
| Година      | Становника  | Становника  |
| ----------- | ----------- | ----------- |
| 1961.       | 86          |             |
| 1971.       | 63          |             |
| 1981.       | 40          |             |
| 1991.       | 29          |             |
| 2001.       | 12          |             |
| 2011.       |             | 9           |